# Seznam voleb do zastupitelstev obcí v Česku mimo řádný termín (2002–2006)
Seznam voleb do zastupitelstev obcí v Česku mimo řádný termín uvádí přehled všech voleb do obecních zastupitelstev na území České republiky, které se v průběhu funkčního období 2002–2006 nekonaly v termínu řádných voleb.
Mimořádné volby se konají tehdy, pokud správní soud rozhodne o neplatnosti původních voleb (opakované volby), jestliže v původně naplánovaných volbách kandidoval nedostatečný počet osob (dodatečné volby) nebo pokud v průběhu funkčního období klesne počet zastupitelů pod stanovenou hranici či je zastupitelstvo kvůli své nečinnosti rozpuštěno, příp. vznikne-li nová obec (nové volby). V případě zneplatnění jen hlasování, příp. není-li za určitý volební okrsek odevzdán řádný zápis o průběhu voleb, provádí se pouze opakované hlasování. Mimořádné volby vyhlašuje ministr vnitra.
| Obec                  | Okres              | Kraj               | Datum vyhlášení voleb | Vyhlášeny ve Sbírce zákonů | Typ voleb           | Datum konání voleb |
| --------------------- | ------------------ | ------------------ | --------------------- | -------------------------- | ------------------- | ------------------ |
| Kalek                 | Chomutov           | Ústecký            | 17. prosince 2002     | 558/2002 Sb.               | opakované hlasování | 25. ledna 2003     |
| Plaveč                | Znojmo             | Jihomoravský       | 17. prosince 2002     | 558/2002 Sb.               | opakované hlasování | 25. ledna 2003     |
| Český Šternberk       | Benešov            | Středočeský        | 18. listopadu 2002    | 496/2002 Sb.               | dodatečné volby     | 29. března 2003    |
| Malá Víska            | Beroun             | Středočeský        | 18. listopadu 2002    | 496/2002 Sb.               | dodatečné volby     | 29. března 2003    |
| Otmíče                | Beroun             | Středočeský        | 18. listopadu 2002    | 496/2002 Sb.               | dodatečné volby     | 29. března 2003    |
| Zahořany              | Beroun             | Středočeský        | 18. listopadu 2002    | 496/2002 Sb.               | dodatečné volby     | neproběhly         |
| Pozdeň                | Kladno             | Středočeský        | 18. listopadu 2002    | 496/2002 Sb.               | dodatečné volby     | 29. března 2003    |
| Tismice               | Kolín              | Středočeský        | 18. listopadu 2002    | 496/2002 Sb.               | dodatečné volby     | 29. března 2003    |
| Zálezlice             | Mělník             | Středočeský        | 18. listopadu 2002    | 496/2002 Sb.               | dodatečné volby     | 29. března 2003    |
| Řitonice              | Mladá Boleslav     | Středočeský        | 18. listopadu 2002    | 496/2002 Sb.               | dodatečné volby     | 29. března 2003    |
| Klínec                | Praha-západ        | Středočeský        | 18. listopadu 2002    | 496/2002 Sb.               | dodatečné volby     | 29. března 2003    |
| Popovičky             | Praha-východ       | Středočeský        | 18. listopadu 2002    | 496/2002 Sb.               | dodatečné volby     | 29. března 2003    |
| Řehenice              | Praha-východ       | Středočeský        | 18. listopadu 2002    | 496/2002 Sb.               | dodatečné volby     | 29. března 2003    |
| Bukovany              | Příbram            | Středočeský        | 18. listopadu 2002    | 496/2002 Sb.               | dodatečné volby     | 29. března 2003    |
| Háje                  | Příbram            | Středočeský        | 18. listopadu 2002    | 496/2002 Sb.               | dodatečné volby     | 29. března 2003    |
| Modřovice             | Příbram            | Středočeský        | 18. listopadu 2002    | 496/2002 Sb.               | dodatečné volby     | 29. března 2003    |
| Narysov               | Příbram            | Středočeský        | 18. listopadu 2002    | 496/2002 Sb.               | dodatečné volby     | 29. března 2003    |
| Zduchovice            | Příbram            | Středočeský        | 18. listopadu 2002    | 496/2002 Sb.               | dodatečné volby     | 29. března 2003    |
| Bořetín               | Jindřichův Hradec  | Jihočeský          | 18. listopadu 2002    | 496/2002 Sb.               | dodatečné volby     | 29. března 2003    |
| Kamenný Malíkov       | Jindřichův Hradec  | Jihočeský          | 18. listopadu 2002    | 496/2002 Sb.               | dodatečné volby     | 29. března 2003    |
| Kratušín              | Prachatice         | Jihočeský          | 18. listopadu 2002    | 496/2002 Sb.               | dodatečné volby     | 29. března 2003    |
| Žárovná               | Prachatice         | Jihočeský          | 18. listopadu 2002    | 496/2002 Sb.               | dodatečné volby     | 29. března 2003    |
| Předmíř               | Strakonice         | Jihočeský          | 18. listopadu 2002    | 496/2002 Sb.               | dodatečné volby     | 29. března 2003    |
| Čižice                | Plzeň-jih          | Plzeňský           | 18. listopadu 2002    | 496/2002 Sb.               | dodatečné volby     | 29. března 2003    |
| Ptenín                | Plzeň-jih          | Plzeňský           | 18. listopadu 2002    | 496/2002 Sb.               | dodatečné volby     | 29. března 2003    |
| Kunějovice            | Plzeň-sever        | Plzeňský           | 18. listopadu 2002    | 496/2002 Sb.               | dodatečné volby     | 29. března 2003    |
| Keblice               | Litoměřice         | Ústecký            | 18. listopadu 2002    | 496/2002 Sb.               | dodatečné volby     | 29. března 2003    |
| Lukavec               | Litoměřice         | Ústecký            | 18. listopadu 2002    | 496/2002 Sb.               | dodatečné volby     | 29. března 2003    |
| Račice                | Litoměřice         | Ústecký            | 18. listopadu 2002    | 496/2002 Sb.               | dodatečné volby     | 29. března 2003    |
| Vlastiboř             | Jablonec nad Nisou | Liberecký          | 18. listopadu 2002    | 496/2002 Sb.               | dodatečné volby     | 29. března 2003    |
| Domoradice            | Ústí nad Orlicí    | Pardubický         | 18. listopadu 2002    | 496/2002 Sb.               | dodatečné volby     | neproběhly         |
| Nasavrky              | Ústí nad Orlicí    | Pardubický         | 18. listopadu 2002    | 496/2002 Sb.               | dodatečné volby     | 29. března 2003    |
| Dlouhá Brtnice        | Jihlava            | Vysočina           | 18. listopadu 2002    | 496/2002 Sb.               | dodatečné volby     | 29. března 2003    |
| Nevcehle              | Jihlava            | Vysočina           | 18. listopadu 2002    | 496/2002 Sb.               | dodatečné volby     | 29. března 2003    |
| Vystrčenovice         | Jihlava            | Vysočina           | 18. listopadu 2002    | 496/2002 Sb.               | dodatečné volby     | 29. března 2003    |
| Drahonín              | Žďár nad Sázavou   | Vysočina           | 18. listopadu 2002    | 496/2002 Sb.               | dodatečné volby     | 29. března 2003    |
| Holštejn              | Blansko            | Jihomoravský       | 18. listopadu 2002    | 496/2002 Sb.               | dodatečné volby     | 29. března 2003    |
| Kunčina Ves           | Blansko            | Jihomoravský       | 18. listopadu 2002    | 496/2002 Sb.               | dodatečné volby     | 29. března 2003    |
| Milonice              | Blansko            | Jihomoravský       | 18. listopadu 2002    | 496/2002 Sb.               | dodatečné volby     | 29. března 2003    |
| Svinošice             | Blansko            | Jihomoravský       | 18. listopadu 2002    | 496/2002 Sb.               | dodatečné volby     | 29. března 2003    |
| Vincencov             | Prostějov          | Olomoucký          | 18. listopadu 2002    | 496/2002 Sb.               | dodatečné volby     | 29. března 2003    |
| Prasklice             | Kroměříž           | Zlínský            | 18. listopadu 2002    | 496/2002 Sb.               | dodatečné volby     | 29. března 2003    |
| Vrbka                 | Kroměříž           | Zlínský            | 18. listopadu 2002    | 496/2002 Sb.               | dodatečné volby     | 29. března 2003    |
| Hranice               | České Budějovice   | Jihočeský          | 17. prosince 2002     | 557/2002 Sb.               | nové volby          | 29. března 2003    |
| Mouřínov              | Vyškov             | Jihomoravský       | 17. prosince 2002     | 557/2002 Sb.               | nové volby          | 29. března 2003    |
| Březová               | Karlovy Vary       | Karlovarský        | 17. prosince 2002     | 557/2002 Sb.               | nové volby          | 29. března 2003    |
| Kaceřov               | Sokolov            | Karlovarský        | 17. prosince 2002     | 557/2002 Sb.               | nové volby          | 29. března 2003    |
| Libuň                 | Jičín              | Královéhradecký    | 17. prosince 2002     | 557/2002 Sb.               | nové volby          | 29. března 2003    |
| Převýšov              | Hradec Králové     | Královéhradecký    | 17. prosince 2002     | 557/2002 Sb.               | nové volby          | 29. března 2003    |
| Vršovice              | Opava              | Moravskoslezský    | 17. prosince 2002     | 557/2002 Sb.               | nové volby          | 29. března 2003    |
| Branná                | Šumperk            | Olomoucký          | 17. prosince 2002     | 557/2002 Sb.               | nové volby          | 29. března 2003    |
| Červenka              | Olomouc            | Olomoucký          | 17. prosince 2002     | 557/2002 Sb.               | nové volby          | 29. března 2003    |
| Otradov               | Chrudim            | Pardubický         | 17. prosince 2002     | 557/2002 Sb.               | nové volby          | 29. března 2003    |
| Svojšice              | Pardubice          | Pardubický         | 17. prosince 2002     | 557/2002 Sb.               | nové volby          | 29. března 2003    |
| Dlouhý Újezd          | Tachov             | Plzeňský           | 17. prosince 2002     | 557/2002 Sb.               | nové volby          | 29. března 2003    |
| Svojšín               | Tachov             | Plzeňský           | 17. prosince 2002     | 557/2002 Sb.               | nové volby          | 29. března 2003    |
| Velečín               | Plzeň-sever        | Plzeňský           | 17. prosince 2002     | 557/2002 Sb.               | nové volby          | 29. března 2003    |
| Chabeřice             | Kutná Hora         | Středočeský        | 17. prosince 2002     | 557/2002 Sb.               | nové volby          | 29. března 2003    |
| Chotutice             | Kolín              | Středočeský        | 17. prosince 2002     | 557/2002 Sb.               | nové volby          | 29. března 2003    |
| Oplany                | Praha-východ       | Středočeský        | 17. prosince 2002     | 557/2002 Sb.               | nové volby          | 29. března 2003    |
| Panoší Újezd          | Rakovník           | Středočeský        | 17. prosince 2002     | 557/2002 Sb.               | nové volby          | 29. března 2003    |
| Stranný               | Benešov            | Středočeský        | 17. prosince 2002     | 557/2002 Sb.               | nové volby          | 29. března 2003    |
| Strašnov              | Mladá Boleslav     | Středočeský        | 17. prosince 2002     | 557/2002 Sb.               | nové volby          | 29. března 2003    |
| Brno-Ivanovice        | Brno-město         | Jihomoravský       | 17. prosince 2002     | 557/2002 Sb.               | nové volby          | 29. března 2003    |
| Praha-Benice          | hlavní město Praha | hlavní město Praha | 17. prosince 2002     | 557/2002 Sb.               | nové volby          | 29. března 2003    |
| Plzeň 9-Malesice      | Plzeň-město        | Plzeňský           | 17. prosince 2002     | 557/2002 Sb.               | nové volby          | 29. března 2003    |
| Plzeň 10-Lhota        | Plzeň-město        | Plzeňský           | 17. prosince 2002     | 557/2002 Sb.               | nové volby          | 29. března 2003    |
| Kněžice               | Chrudim            | Pardubický         | 17. prosince 2002     | 558/2002 Sb.               | opakované volby     | 29. března 2003    |
| Mnichov               | Domažlice          | Plzeňský           | 17. prosince 2002     | 558/2002 Sb.               | opakované volby     | 29. března 2003    |
| Stará Říše            | Jihlava            | Vysočina           | 17. prosince 2002     | 558/2002 Sb.               | opakované volby     | 29. března 2003    |
| Štáblovice            | Opava              | Moravskoslezský    | 17. prosince 2002     | 558/2002 Sb.               | opakované volby     | 29. března 2003    |
| Lesnice               | Šumperk            | Olomoucký          | 19. prosince 2002     | 573/2002 Sb.               | nové volby          | 29. března 2003    |
| Jilem                 | Havlíčkův Brod     | Vysočina           | 1. dubna 2003         | 102/2003 Sb.               | nové volby          | 12. července 2003  |
| Nová Ves nad Nisou    | Jablonec nad Nisou | Liberecký          | 1. dubna 2003         | 102/2003 Sb.               | nové volby          | 12. července 2003  |
| Hostišová             | Zlín               | Zlínský            | 1. dubna 2003         | 102/2003 Sb.               | nové volby          | 12. července 2003  |
| Rochov                | Litoměřice         | Ústecký            | 8. dubna 2003         | 110/2003 Sb.               | nové volby          | 12. července 2003  |
| Rušinov               | Havlíčkův Brod     | Vysočina           | 8. dubna 2003         | 111/2003 Sb.               | nové volby          | 12. července 2003  |
| Třebětín              | Kutná Hora         | Středočeský        | 6. května 2003        | 136/2003 Sb.               | nové volby          | 27. září 2003      |
| Převýšov              | Hradec Králové     | Královéhradecký    | 28. května 2003       | 173/2003 Sb.               | nové volby          | 27. září 2003      |
| Brod nad Tichou       | Tachov             | Plzeňský           | 13. června 2003       | 187/2003 Sb.               | nové volby          | 27. září 2003      |
| Polní Voděrady        | Kolín              | Středočeský        | 13. června 2003       | 188/2003 Sb.               | nové volby          | 27. září 2003      |
| Přelíc                | Kladno             | Středočeský        | 13. června 2003       | 188/2003 Sb.               | nové volby          | 27. září 2003      |
| Počedělice            | Louny              | Ústecký            | 13. června 2003       | 188/2003 Sb.               | nové volby          | 27. září 2003      |
| Milíčovice            | Znojmo             | Jihomoravský       | 15. července 2003     | 213/2003 Sb.               | nové volby          | 13. prosince 2003  |
| Cikháj                | Žďár nad Sázavou   | Vysočina           | 22. července 2003     | 240/2003 Sb.               | nové volby          | 13. prosince 2003  |
| Kubova Huť            | Prachatice         | Jihočeský          | 22. července 2003     | 240/2003 Sb.               | nové volby          | 13. prosince 2003  |
| Srbce                 | Prostějov          | Olomoucký          | 22. července 2003     | 240/2003 Sb.               | nové volby          | 13. prosince 2003  |
| Zahrádka              | Třebíč             | Vysočina           | 22. července 2003     | 240/2003 Sb.               | nové volby          | 13. prosince 2003  |
| Branišov              | České Budějovice   | Jihočeský          | 8. srpna 2003         | 266/2003 Sb.               | nové volby          | 13. prosince 2003  |
| Horoušany             | Praha-východ       | Středočeský        | 27. srpna 2003        | 292/2003 Sb.               | nové volby          | 13. prosince 2003  |
| Leškovice             | Havlíčkův Brod     | Vysočina           | 27. srpna 2003        | 292/2003 Sb.               | nové volby          | 13. prosince 2003  |
| Lysovice              | Vyškov             | Jihomoravský       | 27. srpna 2003        | 292/2003 Sb.               | nové volby          | 13. prosince 2003  |
| Šarovy                | Zlín               | Zlínský            | 27. srpna 2003        | 292/2003 Sb.               | nové volby          | 13. prosince 2003  |
| Vincencov             | Prostějov          | Olomoucký          | 27. srpna 2003        | 292/2003 Sb.               | nové volby          | 13. prosince 2003  |
| Brno-Útěchov          | Brno-město         | Jihomoravský       | 17. září 2003         | 335/2003 Sb.               | nové volby          | 17. ledna 2004     |
| Mutkov                | Olomouc            | Olomoucký          | 19. září 2003         | 336/2003 Sb.               | nové volby          | 17. ledna 2004     |
| Úpohlavy              | Litoměřice         | Ústecký            | 19. září 2003         | 336/2003 Sb.               | nové volby          | 17. ledna 2004     |
| Kvílice               | Kladno             | Středočeský        | 13. října 2003        | 349/2003 Sb.               | nové volby          | 17. ledna 2004     |
| Přestavlky            | Plzeň-jih          | Plzeňský           | 29. října 2003        | 389/2003 Sb.               | nové volby          | 24. dubna 2004     |
| Křižanovice u Vyškova | Vyškov             | Jihomoravský       | 11. listopadu 2003    | 402/2003 Sb.               | nové volby          | 24. dubna 2004     |
| Hracholusky           | Rakovník           | Středočeský        | 5. prosince 2003      | 451/2003 Sb.               | nové volby          | 24. dubna 2004     |
| Trokavec              | Rokycany           | Plzeňský           | 5. prosince 2003      | 451/2003 Sb.               | nové volby          | 24. dubna 2004     |
| Kosořice              | Mladá Boleslav     | Středočeský        | 29. prosince 2003     | 23/2004 Sb.                | nové volby          | 24. dubna 2004     |
| Oplany                | Kolín              | Středočeský        | 6. ledna 2004         | 24/2004 Sb.                | nové volby          | 24. dubna 2004     |
| Těchobuz              | Pelhřimov          | Vysočina           | 6. ledna 2004         | 24/2004 Sb.                | nové volby          | 24. dubna 2004     |
| Oldřichov             | Přerov             | Olomoucký          | 4. února 2004         | 75/2004 Sb.                | nové volby          | 4. září 2004       |
| Ohaře                 | Kolín              | Středočeský        | 26. února 2004        | 106/2004 Sb.               | nové volby          | 4. září 2004       |
| Řícmanice             | Brno-venkov        | Jihomoravský       | 26. února 2004        | 106/2004 Sb.               | nové volby          | 4. září 2004       |
| Stružná               | Karlovy Vary       | Karlovarský        | 26. února 2004        | 106/2004 Sb.               | nové volby          | 4. září 2004       |
| Nabočany              | Chrudim            | Pardubický         | 10. března 2004       | 131/2004 Sb.               | nové volby          | 4. září 2004       |
| Okoř                  | Praha-západ        | Středočeský        | 10. března 2004       | 131/2004 Sb.               | nové volby          | 4. září 2004       |
| Hradešín              | Kolín              | Středočeský        | 21. dubna 2004        | 279/2004 Sb.               | nové volby          | 4. září 2004       |
| Všestudy              | Mělník             | Středočeský        | 21. dubna 2004        | 279/2004 Sb.               | nové volby          | 4. září 2004       |
| Jabkenice             | Mladá Boleslav     | Středočeský        | 14. května 2004       | 312/2004 Sb.               | nové volby          | 4. září 2004       |
| Litichovice           | Benešov            | Středočeský        | 14. května 2004       | 312/2004 Sb.               | nové volby          | 4. září 2004       |
| Bohatice              | Česká Lípa         | Liberecký          | 7. června 2004        | 380/2004 Sb.               | nové volby          | 4. prosince 2004   |
| Vlkov                 | Náchod             | Královéhradecký    | 17. června 2004       | 403/2004 Sb.               | nové volby          | 4. prosince 2004   |
| Kyjov                 | Žďár nad Sázavou   | Vysočina           | 21. června 2004       | 404/2004 Sb.               | nové volby          | 4. prosince 2004   |
| Skorotice             | Žďár nad Sázavou   | Vysočina           | 29. července 2004     | 465/2004 Sb.               | nové volby          | 4. prosince 2004   |
| Temešvár              | Písek              | Jihočeský          | 9. srpna 2004         | 471/2004 Sb.               | nové volby          | 4. prosince 2004   |
| Vlastislav            | Litoměřice         | Ústecký            | 20. srpna 2004        | 478/2004 Sb.               | nové volby          | 4. prosince 2004   |
| Hostějov              | Uherské Hradiště   | Zlínský            | 27. srpna 2004        | 479/2004 Sb.               | nové volby          | 4. prosince 2004   |
| Litichovice           | Benešov            | Středočeský        | 8. září 2004          | 498/2004 Sb.               | dodatečné volby     | neproběhly         |
| Moldava               | Teplice            | Ústecký            | 30. listopadu 2004    | 625/2004 Sb.               | nové volby          | 7. května 2005     |
| Litichovice           | Benešov            | Středočeský        | 9. prosince 2004      | 654/2004 Sb.               | dodatečné volby     | 7. května 2005     |
| Přišimasy             | Kolín              | Středočeský        | 17. prosince 2004     | 2/2005 Sb.                 | nové volby          | 7. května 2005     |
| Moravecké Pavlovice   | Žďár nad Sázavou   | Vysočina           | 29. prosince 2004     | 29/2005 Sb.                | nové volby          | 7. května 2005     |
| Habřina               | Hradec Králové     | Královéhradecký    | 20. ledna 2005        | 53/2005 Sb.                | nové volby          | 7. května 2005     |
| Jičíněves             | Jičín              | Královéhradecký    | 26. ledna 2005        | 56/2005 Sb.                | nové volby          | 7. května 2005     |
| Kanina                | Mělník             | Středočeský        | 14. února 2005        | 85/2005 Sb.                | nové volby          | 3. září 2005       |
| Holubice              | Praha-západ        | Středočeský        | 10. března 2005       | 116/2005 Sb.               | nové volby          | 3. září 2005       |
| Doubravy              | Zlín               | Zlínský            | 7. dubna 2005         | 143/2005 Sb.               | nové volby          | 3. září 2005       |
| Abertamy              | Karlovy Vary       | Karlovarský        | 20. dubna 2005        | 173/2005 Sb.               | nové volby          | 3. září 2005       |
| Šafov                 | Znojmo             | Jihomoravský       | 27. dubna 2005        | 182/2005 Sb.               | nové volby          | 3. září 2005       |
| Janská                | Děčín              | Ústecký            | 5. května 2005        | 189/2005 Sb.               | nové volby          | 3. září 2005       |
| Velký Rybník          | Pelhřimov          | Vysočina           | 28. června 2005       | 281/2005 Sb.               | nové volby          | 3. prosince 2005   |
| Kamenec               | Rokycany           | Plzeňský           | 29. srpna 2005        | 334/2005 Sb.               | nové volby          | 3. prosince 2005   |
| Snět                  | Benešov            | Středočeský        | 15. září 2005         | 396/2005 Sb.               | nové volby          | 4. března 2006     |
| Bratkovice            | Příbram            | Středočeský        | 26. září 2005         | 408/2005 Sb.               | nové volby          | 4. března 2006     |
| Županovice            | Jindřichův Hradec  | Jihočeský          | 6. října 2005         | 419/2005 Sb.               | nové volby          | 4. března 2006     |
| Bukvice               | Jičín              | Královéhradecký    | 24. října 2005        | 438/2005 Sb.               | nové volby          | 4. března 2006     |
| Nová Ves              | Louny              | Ústecký            | 1. listopadu 2005     | 453/2005 Sb.               | nové volby          | 4. března 2006     |